# تولید پیشرفته

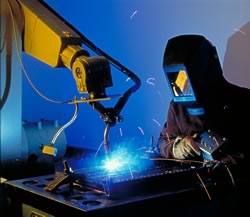
کاربرد یک ربات برای جوشکاری که کارکرد، توسط یک انسان پایش می‌شود

تولید پیشرفته (به انگلیسی: Advanced manufacturing) به‌کارگیری فناوری‌های نوآور برای پیشرفت و ارتقای محصولات یا فرایندها می‌باشد که در آن به فناوری مورد استفاده معمولاً «پیشرفته»، «نوآورانه» یا «آخرین فناوری» گفته می‌شود. صنایع تولید پیشرفته به صورت روبه افزونی در حال به‌کارگیری فناوری‌های جدید برای ارتقای هم محصولات و هم فرایندها می‌باشند.

## فناوری‌های محصول و فرایند

### فناوری‌های محصول
سازمان‌هایی که تولید پیشرفته می‌کنند، محصولات را با ویژگی‌های زیر تعیین می‌کنند:
- محصولاتی با طراحی سطح بالا
- پیچیدگی فناوری
- نوآورانه
- قابل اطمینان، ارزان قیمت، در دسترس
- جدیدتر، بهتر و هیجان انگیزتر
- محصولاتی که چندین مشکل را حل می‌کنند

### فناوری‌های فرایند
فرایندهای مورد کاربرد در تعریف تولید پیشرفته شامل موارد زیر می‌شود:
- فناوری‌های رایانه ای (CAD، CAM، CAE و …)
- پردازش رایانه‌ای پربازده برای مدل‌سازی، شبیه‌سازی و آنالیز
- نمونه‌سازی سریع (تولید افزونه ای)
- فناوری‌های دقت-بالا (High Precision)
- فناوری اطلاعات
- صنایع رباتیک پیشرفته و دیگر روش‌های تولید هوشمند
- اتوماسیون
- سامانه‌های کنترل برای پایش فرایندها
- فناوری‌ها و فرایندهای پایدار و سبز
- فناوری‌های مرتبط با پلتفرم‌های جدید صنعتی (مانند کامپوزیت‌ها)
- قابلیت تولید به صورت سفارشی
- قابلیت تولید در حجم‌های بسیار یا کم
- تولید بالا